# Бьорголфур Тор Бьорголфсон
Бьорголфур Тор Бьорголфсон е исландски предприемач, бизнесмен, милиардер, по-известен по света само с фамилното си име Тор Бьорголфсон или съкратеното Тор. Бивш председател е на „Щраумер инвест банк“ и управляващ инвестиционния посредник „Новатор партнерс“.

## Богатство
Тор Бьорголфсон е първият исландски милиардер. През 2007 г. списание „Форбс“ оценява богатството му на нетна стойност 3,5 млрд. ам. дол., което го класира тогава на 249-о място сред най-богатите хора на планетата. Световната финансова криза от 2008 г. стопява богатството му до 1 млрд. евро към март 2009 г.

## Биография
Произхожда от род на известно исландско бизнес и политическо семейство с отколешни традиции в историята на Исландия. Прадядо му е легендарният датски и исландски предприемач Тор Йенсен.
Завършва с бакалавърска степен Нюйоркския университет през 1991 г.

## Бизнес
Русия
След дипломирането си заминава за Санкт Петербург, Русия, където става търговски представител на „Пепси кола“. Подхваща успешни бизнес начинания в града, където по това време комисията за външноикономически отношения към кметството се оглавява от Владимир Путин (между 1991 и 1996). През 1997 г. с руски бизнес партньори основава пивоварна и бутилираща компания, контролирана от негови офшорни компании в Лимасол, Кипър. Компанията се превръща в най-бързо развиващата се пивоварна в Русия и е продадена през 2002 г. на „Хайнекен“ за $400 млн.
Исландия
След 2000 г. Тор се завръща в Исландия и основава множество предприятия в страната. Оттогава е почетен консул на Русия в Исландия.
Източна Европа
През 21 век Тор управлява значителни финансови активи, които инвестира в страните от Източна Европа. Междувременно става собственик на втората по големина банка в Исландия, която закупува след приватизация.
Исландия
Финансовата криза след 2007 г. не се отразява добре на бизнес начинанията и инвестициите на Тор, както и на исландската икономика, финансова и банкова система, и той губи състояние в размер на близо 1,5 млрд. дол.
България
Тор Бьорголфсон е свързан и с редица бизнес начинания и сделки в България. Сред тях се откроява покупката на СИБанк, продадена му от мажоритарната акционерка Цветелина Бориславова, която от юли 2006 г. става почетен консул на Република Исландия в България.